# Shani

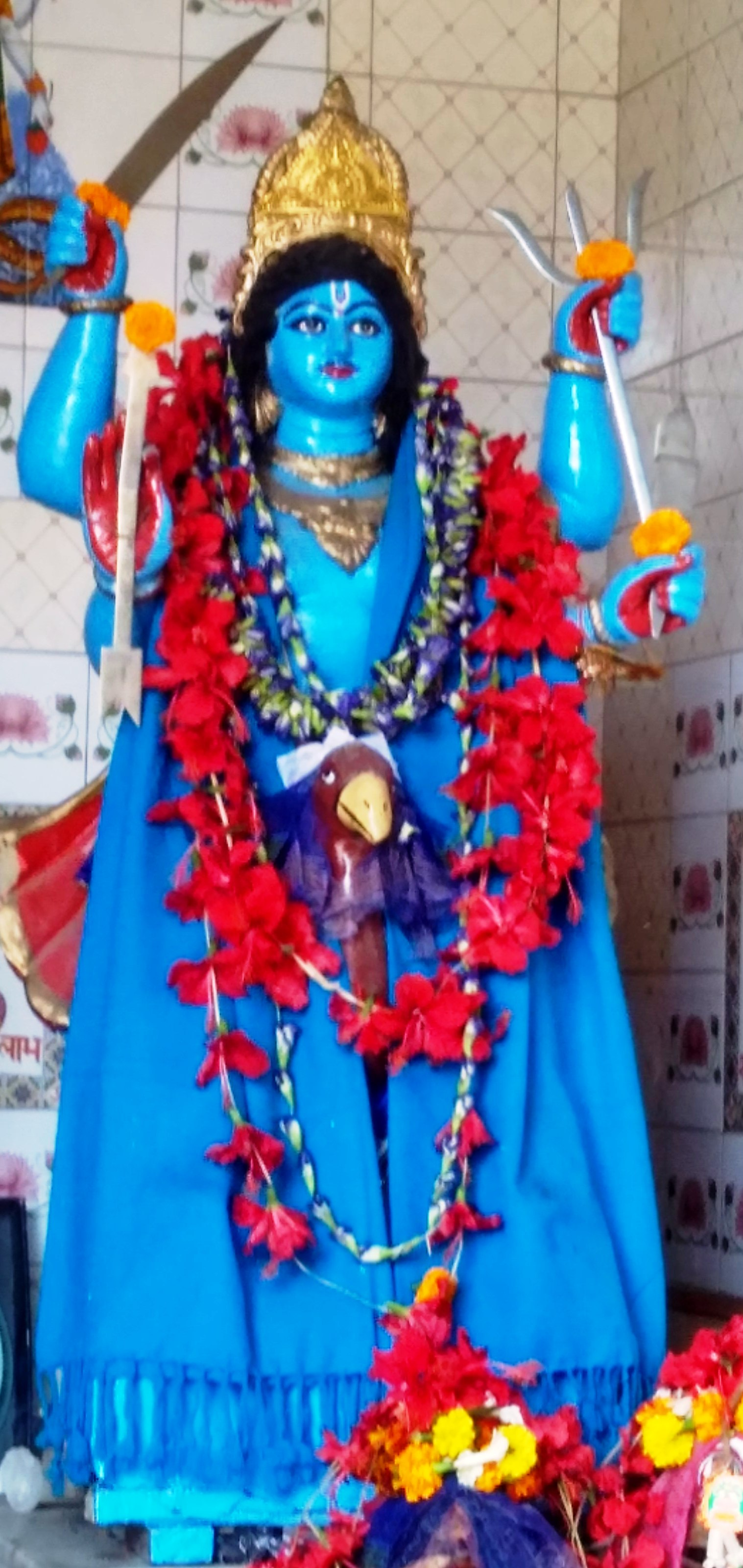
Shani

Shani é um dos nove Navagraha ou seres celestes primordiais da astrologia Hindu (isto é, astrologia Védica), sendo Shani a corporificação do planeta Saturno. Shani é o Senhor do Sábado; a palavra Shani denota o sétimo dia ou sábado na maioria das línguas da Índia. 
Ele é também conhecido como Sanaiscarya, Shani Bhagavan, Shaneesvara, Saneesvara, Saneesvaran, Shani Deva, entre outros.
Shani é um semi-deus e é filho de Surya, a deidade Hindu que personifica o sol. A lenda diz que quando ele abriu seus olhos como um bebê pela primeira vez, o sol entrou em eclipse, que claramente denota o impacto de Shani nos gráficos astrológicos (horóscopo).

## ligações externas
- http://www.shanishinganapur.com/ (Temple in Shani Shinganapur)
- http://www.indiantemples.com/Articles/Tirunall.html (Shrine in Tirunallar)
- http://karaikal.nic.in/SDS/shistory.htm (Information about Tirunallar at the Website of the Collectorate of Karaikkal)
- http://www.jyotish.ws/wisdom/conversation_with_saturn.html (a "conversation" with Lord Shani)
- http://www.osfa.org.uk/shani.htm (learning to love Shani)
- http://www.bena.com/Sherpa1/bpa/Topics/Saturn_Shani.htm (the Karmic clean-up planet)
- http://www.chennaionline.com/festivalsnreligion/slogams/slogam13.asp
- http://www.zatang.com/astrology/planets.htm
- http://www.mantraonnet.com/navgrah.html